# At de Mons
At de Mons est un troubadour de la fin du XIIIe siècle, mort vers 1285.

## Biographie
At de Mons est né à Mons, près de Toulouse. Il fut employé par Jacques Ier d'Aragon (mort en 1276) et Alphonse X de Castille (mort en 1284). Il s'appelle lui-même "Nat de Mons de Toloza".

## Poésie
Dans La valors es grans e l'honors, At de Mons dit au roi d'Aragon : 
- "Quelque gloire qu'il puisse obtenir par ses talents, ses hauts faits, son extérieur noble et courtois, tout cela ne suffit point à un roi pour lui assurer une longue et brillante renommée (Mas fag ni dich ni semblan plazentier / Tan solamen non dona pretz entier), il faut que la justice complète le lustre de toutes ces brillantes qualités. Un roi doit avoir un esprit droit, ferme, une volonté stable."

L'épître au roi de Castille, Al bon rey de Castela N'Anfos (1226 syllabes) nie que les planètes exercent une influence sur les hommes. 
- "L'homme qui, oubliant la Providence, forme sa science seulement de ce qu'il voit méconnaît les facultés qu'il a reçues de Dieu et les biens dont il l'a comblé ; il fait injure à son Créateur, il pèche envers lui, puisque l'hommage de reconnaissance et de gloire qu'il lui devait, il l'accorde aux Éléments : c'est erreur et manque de raison (Error es e no sens)."

### Œuvres
- Die Werke des Trobadors n'At de Mons, édition par Wilhelm Bernhardt, Heilbronn, Altfranzösische Bibliothek, 1887, 169 p.
- La valors es grans e l'onors . C'est un poème satirique (sirventès) en langue d'oc.
- Sitot non es enquistz. C'est un "enseignement" (ensenhamen) comprenant cinq lettres, dont trois à Jacques Ier le Conquérant (roi d'Aragon en 1213), une à Alphonse X le Sage (roi de Castille et de Leon de 1254 à 1284).

### Études
- Joseph Anglade, Les troubadours de Toulouse, Toulouse, Privat, 1928, p. 154, 187-192.
- Alfred Jeanroy, La poésie lyrique des troubadours. Toulouse, Privat, 1934.
- Don A. Monson, Les "ensenhamens" occitans. Essai de définition et délimitation du genre, Paris, Librairie Klincksieck, 1981.  (ISBN 2-252-02319-8).